# Pete Rock & CL Smooth
Pete Rock & CL Smooth waren ein US-amerikanisches Hip-Hop-Duo aus Mount Vernon, New York. Es bestand aus dem DJ, Producer und Rapper Pete Rock und dem Rapper CL Smooth (eigentlich Corey Brent Penn). Von 1991 bis 1995 war das Duo gemeinsam bei Elektra Records unter Vertrag. Bekannt waren sie für die jazzigen Samples von Rock und den weichen Flow von Penn.

## Geschichte
Die Musikkarriere des Duos begann 1991 mit der EP All Souled Out. Diese konnte sich erfolgreich genug absetzen um das Label Elektra Records davon zu überzeugen dem Duo die Aufnahmen für ihr Debütalbum Mecca And The Soul Brother zu finanzieren. Das 1992 veröffentlichte Mecca And The Soul Brother gilt heute als Klassiker des Jazz-Rap. 1994 veröffentlichten Pete Rock & CL Smooth ihr zweites Album The Main Ingredient. Wie schon Mecca And The Soul Brother wurde es von der Hip-Hop-Szene wie von Kritikern durchaus positiv aufgenommen, konnte aber dennoch keine hohen Verkäufe erzielen.
1995 trennte sich das Duo. Während Pete Rock, der durch seine herausstechende Produktion auf den drei Veröffentlichungen des Duos als einer der besten Hip-Hop-Produzenten gilt, weiter für andere Künstler (u. a. Gang Starr, A Tribe Called Quest und The Roots) arbeitete, zog sich CL Smooth aus dem Musikgeschäft zurück.
1998 veröffentlichte Pete Rock sein erstes Soloalbum Soul Survivor, für das er viele bekannte Rapper für Gastauftritte gewinnen konnte. Neben Songs mit Raekwon, Ghostface, Method Man und Big Pun war auch CL Smooth mit Da Two auf dem Album vertreten. Nachdem CL Smooth auch auf weiteren Produktion von Pete Rock zu hören war, kamen Gerüchte über eine Wiedervereinigung des Duos auf, die durch eine gemeinsame Tour noch weiter angeheizt wurden. Beide Künstler dementierten aber in mehreren Interviews ein gemeinsames Comeback. Im Jahr 2013 gingen sie gemeinsam auf eine Reunion Tour.
2006 veröffentlichte CL Smooth mit seinem Soloalbum American Me seinen ersten Longplayer seit dem 1994 veröffentlichten The Main Ingredient.

## Diskografie

### Alben/EPs
- 1991: All Souled Out EP
- 1992: Mecca And The Soul Brother
- 1994: The Main Ingredient

### Kompilationen
- 2003: Good Life: The Best of Pete Rock & CL Smooth

### Singles
- Mecca And The Soul Brother
- The Creator
- Good Life/Good Life (Group Home Mix)
- They Reminisce Over You (T.R.O.Y.)
- Straighten It Out
- Lots of Lovin
- Take You There
- Get on the Mic
- I Got a Love
- The Main Ingredient